# Cão de Gado Transmontana
Cão de Gado Transmontano is een Portugese rashond, afkomstig uit de regio Trás-os-Montes.

## Geschiedenis
De oorsprong van dit ras is gelijk aan de geschiedenis van alle Iberische mastiffs en de evolutie ervan is gekoppeld aan de route van de menselijke bewoningsroute op het schiereiland. 
Het is een veedrijver met als specifieke functie het tegengaan van aanvallen van wolven en beren op de kudde. In vroeger tijd was deze hond vooral te vinden in de hoge gebieden van Portugal, met name in Tras-os-Montes. 
In dit bergachtige gebied, dat wordt gekenmerkt door slechte toegankelijkheid en steile graslanden, heeft dit ras zich aangepast aan de omstandigheden van de regio en de aard van de schapen en geiten die van oudsher grazen in deze gebieden. Zijn vorm heeft zich in de loop der tijd goed aangepast aan het gebied en het soort werk waarvoor hij werd gebruikt.